# Władysław Czengery
Władysław Czengery (ur. 12 marca 1888 w Chodorkowie, zm. w lutym 1942 w Samarkandzie) – polski aktor i reżyser, pierwszy kierownik Teatru Polskiego na Łotwie.

## Życiorys
Władysław Czengery urodził się 12 marca 1888 w Chodorkowie, jako syn Leona Czengery i Stanisławy ze Skalskich. Ukończył szkołę handlową w Kijowie, a następnie rozpoczął studia w Ryskim Instytucie Politechnicznym. Studia inżynierskie przerwał, by poświęcić się aktorstwu. Studia aktorskie odbył (wbrew woli rodziny) w szkole dramatycznej A. Zagarowa.
W latach 1908–1917 występował w różnych teatrach, między innymi w rosyjskim teatrze w Rydze oraz w teatrach Petersburga, Moskwy, Kijowa, Charkowa, Rostowa nad Donem i Baku. Po I wojnie światowej mieszkał w Lublanie. Do Rygi wrócił w 1922, gdzie pracował jako aktor w Rosyjskim Teatrze Dramatycznym. Od roku 1924 prowadził kółko dramatyczne „Oświata” działające przy Towarzystwie Polskim, które w 1926 zostało przekształcone w Teatr Polski na Łotwie z siedzibą w Rydze. W latach 1926–1931 Władysław Czengery kierował Teatrem Polskim. Był kierownikiem artystycznym, reżyserem, nauczycielem dykcji i aktorstwa. 
W kolejnych latach poświęcił się głównie reżyserii. Pracował w Teatrze Miejskim w Wilnie, Teatrze Miejskim w Łodzi, Teatrze Polskim w Poznaniu. Był również autorem wielu artykułów o teatrze drukowanych w prasie codziennej.
W latach 1938–1940 kierował Teatrem Miejskim w Grodnie.
W 1941, po napaści Niemiec na ZSRR, wyjechał w głąb Rosji.
Ojciec aktorki Haliny Czengery-Wołłejko. Zmarł w 1942 roku w Samarkandzie.